# Carlana eigenmanni
Carlana eigenmanni és una espècie de peix de la família dels caràcids i de l'ordre dels caraciformes.

## Morfologia
- Els mascles poden assolir 5,4 cm de llargària total.[3]

## Alimentació
Menja principalment algues i, ocasionalment, insectes aquàtics.

## Hàbitat
Viu en zones de clima tropical entre 24 °C - 36 °C de temperatura.

## Distribució geogràfica
Es troba a Centreamèrica: conques fluvials dels vessants pacífic i atlàntic des de Nicaragua fins a Panamà.